# Jelly Roll Morton

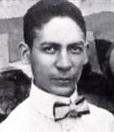
Jelly Roll Morton, 1917

Jelly Roll Morton (* zwischen 1884 und 1890 in Gulfport, Mississippi als Ferdinand Joseph La Menthe; † 10. Juli 1941 in Los Angeles) war ein US-amerikanischer Pianist, Komponist und Bandleader. Er gilt als einer der einflussreichsten Jazzmusiker seiner Zeit.

## Werdegang
Jelly Roll Morton wurde in Gulfport (Mississippi) geboren und wuchs in New Orleans (Louisiana) auf. Seine Mutter Laura La Menthe, geborene Monette, verließ ihren Ehemann F. P. „Ed“ La Menthe, den Vater Jelly Rolls, zu einer Zeit, als der noch ein Kind war. Sie heiratete daraufhin Willie Morton. Neben den Eltern spielten seine Großmutter Laura „Mimi“ Monette, geborene Baudoin, seine jüngeren Halbschwestern, von denen eine den Vornamen Amède trug, sein Cousin Dink Johnson sowie seine Patin Laura Hunter, von der in der Regel als Eulalie Echo berichtet wird, eine prägende Rolle im Leben von Jelly Roll Morton.
Sein Spitzname Jelly Roll hat einen sexuellen Hintersinn, der (zumindest) damals allgemein verstanden wurde, nach der herrschenden puritanischen Sprachnorm aber als unsittlich galt, und diente ursprünglich als Anspielung auf Mortons zahlreiche Affairen. Aus demselben Grunde gilt seine Interpretation des Winin’ Boy Blues als eine Art Erkennungsmelodie. Diese Komposition mit alternativem Text ist auch als I’m Alabama Bound veröffentlicht.
Mortons Geburtsdatum ist umstritten. Eine Geburtsurkunde existiert nicht; die Angaben schwanken zwischen 1884 und 1890:
- Seine Musterungspapiere für den Ersten Weltkrieg nennen den 13. September 1884.[2]
- Morton selbst gab den 20. September 1885 an.
- Seine erste Ehefrau Anita Gonzales und seine elf Jahre jüngere Halbschwester Amède gaben 1886 als Geburtsjahr an.
- Eine Versicherungspolice nennt das Jahr 1888.
- Seine Todesurkunde weist 1889 als Geburtsjahr aus.
- Eine Taufbescheinigung von 1894 gibt als Geburtstag den 20. Oktober 1890 an.

Morton interessierte sich seit frühester Kindheit für Musik, was vermutlich darauf zurückzuführen ist, dass in seiner Familie große Begeisterung für amerikanische Volksmusik sowie für Opern und Operetten geherrscht hat. Vor diesem Hintergrund ist dann auch seine musikalische Anspielung auf die Verdi-Oper Der Troubadour während der Library of Congress-Recordings (The Miserere) zu sehen und zu verstehen. Als aktiver Musiker (Posaune) war in seiner Familie bislang aber einzig Mortons Vater F. P. La Menthe in Erscheinung getreten. Darüber hinaus ist zu berücksichtigen, dass die kulturelle Vielfalt in New Orleans dem jungen Ferdinand Morton den Einblick in ein sehr breites Spektrum an musikalischen Strömungen ermöglicht haben dürfte. Als er im Alter von etwa zehn Jahren einen Pianisten in der französischen Oper in New Orleans spielen hörte, war er so fasziniert, dass er begann, Klavierunterricht zu nehmen. Belegt ist, dass er ab 1895 von dem angesehenen Lehrer Professor Nickerson in New Orleans unterrichtet wurde.

## Karriere und Weggefährten
Zunächst fiel Morton als talentierter Gitarrist, Sänger und Harmonikaspieler auf. In seinen Erinnerungen nannte er Lieder wie Hot Time in the Old Town Tonight, Wearing My Heart for You, Old Oaden Bucket, Bird in a Gilded Cage oder Mr Johnson Turn Me Loose als Beispiele aus seinem Repertoire dieser Zeit. Als Beleg für seine Qualitäten sowohl auf der Gitarre als auch als Sänger dienen vor allem jene späten Aufnahmen, die Morton gemeinsam mit seinem Biographen Alan Lomax im Jahre 1938 in der Library of Congress in Washington, D.C. getätigt hat.
Im Jahr 1902 begann Morton, in der Öffentlichkeit, insbesondere im Vergnügungs- und Rotlichtviertel rund um die Basin Street in New Orleans, auf Paraden sowie auf Volksfesten in den vornehmen Vororten dieser Stadt (beispielhaft dafür sind die Aufnahmen Milenberg Joys und New Orleans Blues), zeitgenössische Ragtimes, Lieder und Tänze zu spielen. Als seine streng gläubige Großmutter, bei der er nach dem Tod der Mutter gemeinsam mit seinen jüngeren Schwestern lebte, von der „unseriösen“ Tätigkeit ihres Enkels erfuhr, zwang sie ihn, auszuziehen. Nachdem er übergangsweise bei seiner Patin Laura Hunter/Eulalie Echo unterkommen konnte, reiste er durch viele Städte der Südstaaten der USA (Gulfport/Mississippi, Mobile/Alabama, Memphis/Tennessee, St. Louis/Missouri, Kansas City/Kansas) sowie durch Kalifornien und nach Chicago/Illinois. Überall dort trat er als Pianist auf.

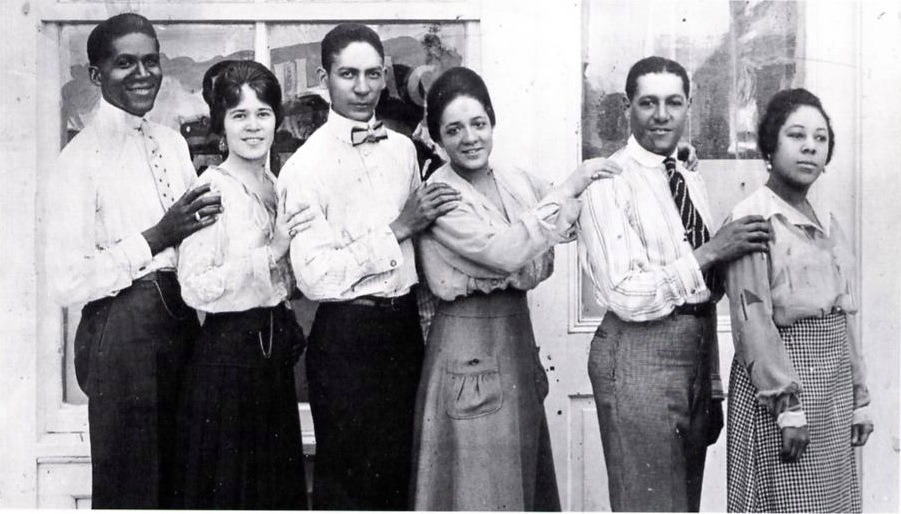
Jelly Roll Morton mit den Musikanten und Entertainern des Cadillac Club in Los Angeles; v. l. n. r.: „Common Sence“ Ross, Albertine Pickins, Jelly Roll Morton, Ada Smith, Eddie Rucker, Mabel Watts

Im Jahr 1917 kehrte er zunächst nach Chicago zurück, um anschließend für einen vergleichsweise langen Zeitraum nach Kalifornien überzusiedeln. Dort kam es 1918 zu ersten Aufnahmen mit Reb Spikes, Mutt Carey, Wade Waley und Kid Ory. Diese Aufnahmen gelten heute als unauffindbar.
Zwischen 1923 und 1928 lebte und arbeitete Morton schließlich wieder in Chicago, das mittlerweile als das neue Jazz-Zentrum galt. Es kam zu zahlreichen Aufnahmen für die Plattenfirmen Paramount Records, Gennett Records, Vocalion Records, Victor Records und Columbia Records. Am 17. Juli 1923 entstand als Mortons überhaupt zweite Studioaufnahme der von ihm komponierte Jazzstandard King Porter Stomp, später häufig in der Bigband-Ära gecovert. Im September 1926 gründet er die legendären „Red Hot Peppers“. In ihrer ursprünglichen Besetzung bestand diese Formation aus George Mitchell, Kid Ory, Omer Simeon, Johnny St. Cyr, John Lindsay, Andrew Hilaire und Jelly Roll Morton.
Mit Beginn der Swing-Ära ging das Interesse an Mortons zu diesem Zeitpunkt bereits als eher traditionell geltendem Jazz-Stil zurück. Die Jahre 1929 und 1930 verbrachte er in New York City. Sieben Jahre später kam es in der Bar „Jungle Inn“ in Washington D. C. zu einem ersten Kontakt mit dem Musik-Journalisten Alan Lomax. In den Monaten Mai und Juli 1938 trafen sich Morton und Lomax dann regelmäßig in der Kongressbibliothek (Library of Congress) in Washington, D.C., wobei es zu den Aufnahmen der sogenannten Library of Congress Recordings kam.
Ab dem Jahr 1939 erarbeitete Morton zahlreiche neue Aufnahmen – unter anderem mit Sidney Bechet. Darauf aufbauend kam es zu einem späten Comeback des Musikers. Im November 1940 zog er nach Los Angeles. Nachdem er Opfer einer Messer-Attacke geworden war, litt er an gesundheitlichen Problemen und starb am 10. Juli 1941 in Los Angeles an Herzversagen.
Neben seiner Hauptbeschäftigung als Pianist, Komponist und Bandleader betätigte sich Morton als Manager verschiedener Bars. Zwischenzeitlich versuchte er sich auch als Theaterschauspieler, wobei er in diesem Bereich nie auch nur annähernd an seine Erfolge als Musiker anknüpfen konnte. Darüber hinaus kannte man ihn als exzellenten Poolbillard-Spieler.

## Wirken
Morton wurde auch als Pianist für kommerzielle Produktionen engagiert – so z. B. für den Showman und Klarinettisten Wilton Crawley, der zu den Protagonisten der „gas-pipe“-Klarinettenspielweise zählte, einer Spielweise, die sich am Duktus menschlicher Stimmen orientierte und Blastechniken der Klezmermusik mit anderen zum Teil skurrilen Blastechniken kombinierte. Einige diese Techniken wurden von Klarinettisten des Avantgarde Jazz in den 1980ern wieder neu aufgegriffen. „Jelly Roll“ Morton war dafür bekannt, dass er am liebsten eigene Kompositionen spielte. Fremdkompositionen versuchte er nach Möglichkeit in seinem Sinne zu interpretieren. Bei einer Produktion mit Wilton Crawley kam es zwischen Morton und Crawley zu einer Konfrontation, die von Crawley beendet wurde, indem er folgendes zu Morton sagte: Look, Jelly this is my date and we are going to use my arrangements and my way of doing things, not yours! That sort of took him (Morton) down a peg and he didn't have much to say after that for the rest of the day.
Morton setzte sich als einer der ersten Jazzmusiker mit den theoretischen Grundlagen dieser Musikrichtung auseinander. Bedauerlicherweise gibt es kaum Dokumente, auf die sich diese Behauptung stützen ließe. Angesichts seiner Vorgehensweise beim Komponieren und Arrangieren sowie des hohen Schwierigkeitsgrades seiner Werke liegt aber die Vermutung nahe, dass Morton nicht nur intuitiv komponierte und spielte, sondern auf der Grundlage spezifischer Kenntnisse über die Merkmale der Jazzmusik arbeitete. Diese Auffassung lässt sich mit umso mehr Nachdruck vertreten, wenn man bedenkt, dass Morton viele seiner Werke bereits komponiert und notiert hatte, noch bevor sie von dem jeweiligen Orchester gespielt und aufgenommen wurden. Es war in Musikerkreisen bekannt, dass Morton sich immer intensiv mit der zu spielenden Musik auseinandersetzte. Morton, who rarely played tunes other than his own, sat down at the piano to familiarize himself with the music and get the session under way. Mit dieser planenden und manchmal aufwendigen Arbeitsweise ragte er aus der Riege der vielen Jazzband-Leader, die spontan arbeiteten und weitenteils improvisierend ihr Repertoire fanden, weit hervor. Als Beispiel nannte Morton als erster den sogenannten spanish tinge (spanische Färbung), der unter anderem in den Begleittexten zu dem Album Sketches of Spain von Miles Davis Erwähnung findet und sich anschaulich in The Crave, Mamanita und The Pearls findet.
Schließlich darf nicht in Vergessenheit geraten, dass es wiederholt zur Zusammenarbeit mit anderen bekannten Musikern, insbesondere Sidney Bechet kam. Morton und Bechet spielten unter anderem den bereits erwähnten Windin' Boy Blues zusammen ein. Mit Louis Armstrong spielte er den Wild Man Blues. Zu den weniger bekannten, aber erstklassigen Musikern, mit denen Morton oft zusammenarbeitete, gehörten unter anderem Bunk Johnson, Johnny St. Cyr, Buddy Bertrand sowie Sidney de Paris und Albert Nicholas. Die Zusammenarbeit Mortons mit Johnny Dodds und dessen Bruder Baby Dodds wird eindrucksvoll in der Einspielung des „Wolverine Blues“ dokumentiert.

## Künstlerische Rezeption
Morton stammte aus einer frankophonen, aufstiegsorientierten Mittelklasse-Familie mit kreolischem Selbstverständnis. Er mochte es nicht, eine untergeordnete Rolle zu spielen, und lehnte den teils offenen, teils latenten Rassismus in den USA ab. Er hatte ausweislich seines geschriebenen Œuvres ein hohes Arbeitsethos und stellte ebenso hohe Anforderungen an seine Kollegen, was diese nicht immer sämtlich akzeptierten. Die Geschichte der „Red Hot Peppers“ in ihren wechselnden Besetzungen und Mortons streckenweise Zurückgezogenheit zeugen von einem intelligenten und tatkräftigen, aber auch schwierigen und zwiespältigen Menschen. Ohne Zweifel handelte es sich bei Jelly Roll Morton um eine oft sensible, weil exzentrische, ich-bezogene und stolze Persönlichkeit, die bei fast jeder Gelegenheit ihre eigenen Leistungen hervorhob und Fehlleistungen anderer lauthals benannte. Ein entsprechendes filmisches Denkmal hat ihm im Jahr 1998 der italienische Filmregisseur Giuseppe Tornatore (Die Legende vom Ozeanpianisten) gesetzt. Aber er wurde auch nicht müde, an die Verdienste anderer großer Komponisten und Interpreten zu erinnern, die selbst nie die Popularität eines Jelly Roll Morton, eines Sidney Bechet oder eines Louis Armstrong erreichten. Zu ihnen gehört insbesondere sein früher Wegbegleiter, der von ihm als sein Vorbild bezeichnete Pianist Tony Jackson.

## Kompositionen (Auswahl)
- Black Bottom Stomp
- Kansas City Stomp
- Wolverine Blues
- King Porter Stomp
- Pacific Rag
- Smoke-House Blues
- Jelly Roll Blues
- The Pearls
- Red Hot Pepper
- Grandpa’s Spells

Erhaltene Aufnahmen und Chartplatzierungen
→ siehe auch: The Piano Rolls: Realized by Artis Wodehouse
Durch veröffentlichte Aufnahmen dokumentierte Sessions zwischen 1923 und 1940
- Chicago, Juni 1923, Jelly Roll Morton and his Orchestra
- Richmond, Juli 1923, Piano Solos
- Chicago, Oktober 1923, Jelly Roll Morton’s Jazz Band
- Chicago, April 1924, Jelly Roll Morton’s Steamboat Four
- Chicago, April 1924, Jelly Roll Morton’s Stomp Kings
- Chicago, Mai bis Juni 1924, Piano Solos
- Chicago, September 1924, Jelly Roll Morton’s Kings of Jazz
- Chicago, Mai 1925, Jelly Roll Morton’s Jazz Trio
- Chicago, Mai 1925, Jelly Roll Morton acc. by Voltaire de Faut
- Richmond, Februar 1926, Jelly Roll Morton’s Incomparables
- Chicago, April 1926, Piano Solos
- St. Louis, Mai 1926, St. Louis Levee Band
- Chicago, Juli 1926, Jelly Roll Morton feat. Edmonia Henderson acc. by King Oliver
- Chicago, ab September 1926, Jelly Roll Morton’s Red Hot Peppers
- New York City, Nov/Dez 1929, Jelly Roll Morton and His Red Hot Peppers
- New York City, Dez 1929, Wilton Crawley and His Orchestra acc. by Jelly Roll Morton
- New York City, Dez 1929, Lizzie Miles acc. by Jelly Roll Morton
- New York City, Dez 1929, Jelly Roll Morton Trio
- New York City, März 1930, Jelly Roll Morton and His Red Hot Peppers
- New York City, April 1930, Miss Billie Young acc. by Jelly Roll Morton
- New York City, Juni 1930, Jelly Roll Morton and His Red Hot Peppers
- New York City, Juli 1930, Jelly Roll Morton and His Red Hot Peppers
- New York City, Juli 1930, Wilton Crawley and his Orchestra acc. by Jelly Roll Morton
- New York City, Juli 1930, Jelly Roll Morton and His Red Hot Peppers
- New York City, Okt 1930, Jelly Roll Morton and His Orchestra
- Washington D. C., Mai und Juli 1938, Library of Congress Recordings[9]
- New York City, Sept. 1939, Jelly Roll Morton’s New Orleans Jazzmen
- New York City, Juli 1940, Jelly Roll Morton acc. by The Chamber Music Society of Lower Basin Street

## Belletristik
- Alessandro Baricco: Novecento: die Legende vom Ozeanpianisten. Übersetzt von Karin Krieger. Piper, Zürch / München, 1999, ISBN 978-3-492-04104-1. Neuauflage: Atlantik, Hamburg, ISBN 978-3-455-65084-6.
Italienisch: Novecento: un monologo (= Universale economica Feltrinelli, 1302). Feltrinelli, Mailand, 1994, ISBN 88-07-81302-5.
 In Bariccos Morton taucht als „Gegenspieler“ des fiktiven titelgebenden Pianisten Danny Boodman T. D. Lemon Novecento auf. Dieser gewinnt dort ein musikalisches „Duell“ gegen Morton, den Baricco als selbst ernannten „Erfinder des Jazz“ bezeichnet. In der mit „Die Legende vom Ozeanpianisten“ betitelten Verfilmung des Monologs durch Giuseppe Tornatore wird Morton von Clarence Williams III gespielt.